# Winds Devouring Men
Winds Devouring Men — пятый студийный альбом французского коллектива Elend, вышедший в 2003 году.

## Об альбоме
Пластинка стала для группы первой после пятилетнего перерыва, последовавшего за выпуском трилогии Leçons de Ténèbres, выдержанной в традициях камерной музыки французских композиторов эпохи барокко. Новая работа также была основана на одноимённом французском стихотворении. Альбом содержит десять композиций с успокаивающим мужским вокалом, редкими вставками женского сопрано, исполненных под аккомпанемент фортепиано, струнных и духовых музыкальных инструментов. Лимитированное издание альбома содержит бонус-трек под номером 11.
Эдуардо Ривадавия (AllMusic) оценил альбом на четыре звезды из пяти, отметив «завораживающий конечный результат» и назвав релиз «совершенным и ошеломляющим». Педро Азеведо (Chronicles of Chaos) поставил Winds Devouring Men оценку 9 из 10, посчитав, что группе удалось выполнить непростую задачу и создать «отличающегося, но достойного преемника The Umbersun».

## Список композиций
1. The Poisonous Eye — 6:55
2. Worn Out With Dreams — 5:43
3. Charis — 5:58
4. Under War-Broken Trees — 5:36
5. Away From Barren Stars — 7:28
6. Winds Devouring Men — 4:38
7. Vision is All That Matters — 5:59
8. The Newborn Sailor — 5:54
9. The Plain Masks of Daylight — 6:11
10. A Staggering Moon — 5:54
11. Silent Slumber: A God That Breeds Pestilence (бонус-трек) — 5:18

## Участники записи
- Рено Чирнер — вокал, скрипка, фортепиано, синтезаторы
- Александр Искандар — вокал, синтезаторы, программирование
- Себастьен Роланд — программирование, гитара, синтезатор

### Приглашённые участники
- Клаус Аманн — труба, валторна, тромбон
- Натали Барбари — сопрано
- Синьдзи Хинара — скрипка, альт
- Давид Кемпф — скрипка
- Эстери Ремонд — сопрано